# 想要消失的哭喊
《想要消失的哭喊》（日语：キエタイクライ）是日本的偶像河西智美的第三张单曲。在2014年1月15日由NIPPON CROWN发行，是一首以“海洋”为主题的单曲。

## 概要
这张单曲与上张单曲《Mine》发行相距8个月，以type-A、type-B、type-C三种形态发行。
这是河西智美首次与其他艺人合作，主打曲《想要消失的哭喊》是由二人组合自由音乐（キマグレン）提供的词曲，这也是秋元康首次未参加河西智美单曲的制作。

## 活动与特典
在2013年12月18日举行的「Fm yokohama主办 神圣之夜赠送之物2013 in红砖」（Fm yokohama主催 聖なる夜の贈りもの2013 in赤レンガ）活动中预定本张单曲的顾客可以获得限定版本的生写真，主打歌曲的MV也是在这场演出中初次披露。
在发行日前后，河西智美将于1月14日在大阪、15日在東京、16日在神奈川举办签名会及迷你演出。
同时，Type-C的初回版本附赠有全国握手会的参加券。上述握手会将于2014年1月18日在東京、19日在大阪分别举办。
另外，Type-A/B的初回版本中封入的应募券可以用来应募参加以下两活动。
- 2014年3月举办的「发行纪念LIVE」
- 2014年3月或4月举办的「独创活动」（プレミアムイベント）

## 收录曲

### Type-A
1. 想要消失的哭喊[3:46] （キエタイクライ）
（作詞：KUREI、作曲：ISEKI、編曲：GIRA MUNDO）
2. Touch Me! [4:09]
（作詞：河西智美、作曲：清竹真奈美、編曲：南田健吾）
3. Lovely days [4:17]
（作詞：河西智美、作曲：小網準、編曲：矢野博康（日语：矢野博康））
4. 想要消失的哭喊 off vocal
5. Touch Me! off vocal
6. Lovely days off vocal

DVD
1. 想要消失的哭喊 Music Video
2. 特典映像：Making of 「想要消失的哭喊」
3. 特典映像：SUNNY DAYS -Tomomi in Hawaii-

特典（只有初回版本有）
- 活动参加应募券
- 随机封入的生写真

### Type-B
1. 想要消失的哭喊
2. Touch Me!
3. Blue…[4:05]
（作詞：河西智美、作曲：吉野貴晴、編曲：Integral Clover（日语：Integral Clover））
4. 想要消失的哭喊 off vocal
5. Touch Me! off vocal
6. Blue… off vocal

DVD
1. 想要消失的哭喊 Music Video
2. 特典映像：Me Ke Aloha～Letter From Tomomi～
3. 特典映像：Documentary of Solo Debut Live(2013/2/13 @yokohama BLITZ)

特典（只有初回版本有）
- 活动参加应募券
- 随机封入的生写真

### Type-C
1. 想要消失的哭喊
2. Touch Me!
3. Lovely days
4. Blue…
5. 想要消失的哭喊 off vocal
6. Touch Me! off vocal
7. Lovely days off vocal
8. Blue… off vocal

特典（只有初回版本有）
- 握手会参加券（東京、大阪）

## 备注
1. ↑  . Oricon.   [2014-01-23]. （原始内容存档于2014-01-28） （日语）.
2. ↑  . Natalie. 2013-11-16  [2013-12-19]. （原始内容存档于2013-12-18）.
3. ↑  . Natalie. 2013-12-13  [2013-12-19]. （原始内容存档于2013-12-16）.
4. ↑  . Natalie. 2013-12-19  [2013-12-19]. （原始内容存档于2013-12-19）.